# Sungai Baung (Rengat Barat)
Sungai Baung is een bestuurslaag in het regentschap Indragiri Hulu van de provincie Riau, Indonesië. Sungai Baung telt 1912 inwoners (volkstelling 2010).